# Doylestown Township
Pour les articles homonymes, voir Doylestown.
Doylestown Township est un township des États-Unis, situé dans le comté de Bucks et le Commonwealth de Pennsylvanie.
Disposant du statut de township, Doylestown Township ne doit pas être confondue avec la localité limitrophe de Doylestown, moitié moins peuplée qu'elle, mais qui est le siège du comté et dispose du statut de borough.

## Géographie
Sa superficie totale est de 40,4 km2 (soit 15,6 mi2), dont 40,1 km2 (soit 15,5 mi2) en surfaces terrestres et 0,3 km2 (soit 0,1 mi2) en surfaces aquatiques.

## Démographie
Selon les données du Bureau de recensement des États-Unis, Doylestown Township était peuplée :
- de 14 510 habitants en 1990 (recensement) ;
- de 17 619 habitants en 2000 (recensement) ;
- de 18 791 habitants en 2006 (estimation).